# Anid Travančić
Anid Travančić (Tešanj, 7 settembre 1993) è un calciatore bosniaco, di ruolo centrocampista.

## Carriera

### Club

#### Gli inizi e la pausa calcistica
Cresciuto nelle giovanili del NK Zagabria, nel gennaio 2011 passa tra le file dell'Hajduk Spalato, per poi trasferirsi alla Lokomotiva Zagabria dopo soli sei mesi.
Fa il suo debutto nel calcio professionistico nel 2012 con la casacca del Čelik Zenica, club nel quale milita per una stagione e mezza. Nel luglio 2013, dopo non aver passato la prova alla Stella Rossa, si trasferisce al Sarajevo. Nell'unica stagione nei Bordo-Bijeli vince la Coppa di Bosnia per poi, la stagione seguente, prendersi a soli 21 anni una "pausa" dal calcio.

#### Il rilancio e l'esperienza serba
Nell'estate 2015 si accasa al TOŠK Tešanj, squadra della sua città natale militante in terza divisione, per rilanciare la propria carriera.
Dopo una breve parentesi al Proleter Teslić, si trasferisce in Serbia, al Novi Pazar militante in Superliga. Nel novembre 2016, durante una partita in trasferta contro il Partizan (4-0), viene sostituito tre minuti prima della fine del primo tempo. Questo episodio segna la rottura con il club, poiché Travančić si allontana dalla squadra, facendo perdere ogni sua traccia.
Nel gennaio 2017 passa al Radnički Niš con il quale firma un contratto di due anni e mezzo.

#### L'avventura austriaca ed il ritorno in patria
Nella prima metà del 2019, indossa la casacca del Team Wiener Linien, club militante in terza divisione austriaca. Nell'estate dello stesso anno, fa il suo ritorno al TOŠK Tešanj e, a febbraio 2020, dopo aver concluso la sua precedente avventura per motivi di indisciplina, si accasa all'Usora Žabljak, militante in terza divisione bosniaca.

### Nazionale
Il 14 novembre 2012 fa il suo debutto con la Bosnia ed Erzegovina U-21, disputa il secondo tempo dell'amichevole terminata a reti bianche contro la Polonia U-21. Il 4 giugno 2013 disputa il suo secondo ed ultimo incontro con la nazionale U-21, subentra a Jasmin Mešanović nell'amichevole casalinga pareggiata contro la Serbia U-21 (1-1).

## Statistiche

### Cronologia presenze e reti in nazionale
| Cronologia completa delle presenze e delle reti in nazionale ― Bosnia ed Erzegovina under 21 | Cronologia completa delle presenze e delle reti in nazionale ― Bosnia ed Erzegovina under 21 | Cronologia completa delle presenze e delle reti in nazionale ― Bosnia ed Erzegovina under 21 | Cronologia completa delle presenze e delle reti in nazionale ― Bosnia ed Erzegovina under 21 | Cronologia completa delle presenze e delle reti in nazionale ― Bosnia ed Erzegovina under 21 | Cronologia completa delle presenze e delle reti in nazionale ― Bosnia ed Erzegovina under 21 | Cronologia completa delle presenze e delle reti in nazionale ― Bosnia ed Erzegovina under 21 | Cronologia completa delle presenze e delle reti in nazionale ― Bosnia ed Erzegovina under 21 |
| Data                                                                                         | Città                                                                                        | In casa                                                                                      | Risultato                                                                                    | Ospiti                                                                                       | Competizione                                                                                 | Reti                                                                                         | Note                                                                                         |
| -------------------------------------------------------------------------------------------- | -------------------------------------------------------------------------------------------- | -------------------------------------------------------------------------------------------- | -------------------------------------------------------------------------------------------- | -------------------------------------------------------------------------------------------- | -------------------------------------------------------------------------------------------- | -------------------------------------------------------------------------------------------- | -------------------------------------------------------------------------------------------- |
| 14-11-2012                                                                                   | Zenica                                                                                       | Bosnia ed Erzegovina under 21                                                                | 0 – 0                                                                                        | Polonia under 21                                                                             | Amichevole                                                                                   | -                                                                                            | 46’                                                                                          |
| 4-6-2013                                                                                     | Tuzla                                                                                        | Bosnia ed Erzegovina under 21                                                                | 1 – 1                                                                                        | Serbia under 21                                                                              | Amichevole                                                                                   | -                                                                                            | 89’                                                                                          |
| Totale                                                                                       |                                                                                              | Presenze                                                                                     | 2                                                                                            |                                                                                              | Reti                                                                                         | 0                                                                                            |                                                                                              |

## Palmarès

### Club
- Coppa di Bosnia: 1

Sarajevo: 2013-2014